# Nicolas Champenois
 (août 2022).
Nicolas Champenois est un prêtre catholique français, missionnaire, né en avril 1734 à Reims et mort le 30 octobre 1811 à Pondichéry.